# Bamse og verdens mindste eventyr
Bamse og verdens mindste eventyr er en svensk animationsfilm fra 2023 instrueret af Christian Ryltenius. Filmen, der er baseret på Rune Andréassons tegneserie af samme navn, efterfulgte Bamse og Vulkanøen fra 2021.

## Svenske stemmer
- Rolf Lassgård - Bamse
- Johan Glans - Lille Skutt
- Johan Ulveson - Skalman
- Johan Rabaeus - Krösus Sork
- Judit Ekstedt Bådagård - Nalle-Maja
- Jesper Rönndahl - superhjältegroda
- Calle Marthin - fortæller

## Danske stemmer
- Niels Olsen - Bamse
- Henrik Koefoed - Lille Hopsa
- Claus Bue - Ole Opfinder
- Søren Hauch-Fausbøll - Krøsus Mus
- Mia Ellen Kjær - Bamsemaja
- Mathias Klenske - frø
- Michael Elo - fortæller
- Annevig Schelde Ebbe - øvrig medvirkende
- Benjamin Kitter - øvrig medvirkende
- Bjarne Antonisen - øvrig medvirkende
- Carl Løber Roligaard - øvrig medvirkende
- Jette Sievertsen - øvrig medvirkende